# Чальчиуитан (муниципалитет)
Чальчиуитан (исп. Chalchihuitán) — муниципалитет в Мексике, штат Чьяпас, с административным центром в одноимённом посёлке. Численность населения, по данным переписи 2020 года, составила 21 915 человек.

## Общие сведения
Название Chalchihuitán с языка науатль можно перевести как — месторождение жада.
Площадь муниципалитета равна 185,3 км², что составляет 0,3 % от площади штата, а наиболее высоко расположенное поселение Бахялемхо, находится на высоте 1770 метров.
Он граничит с другими муниципалитетами Чьяпаса: на севере с Симоховелем, на северо-востоке с Пантело, на востоке и юге с Ченало, на юго-западе с Сантьяго-эль-Пинаром, и на западе с Эль-Боске.

## Учреждение и состав
Муниципалитет был образован 23 февраля 1944 года, по данным 2020 года в его состав входит 57 населённых пунктов, самые крупные из которых:
| Код INEGI                  | Населённый пункт                                                                          | Численность населения (2005 год) | Численность населения (2010 год) | Численность населения (2020 год) |
| -------------------------- | ----------------------------------------------------------------------------------------- | -------------------------------- | -------------------------------- | -------------------------------- |
| 022                        | Всего                                                                                     | 13295                            | 14027                            | 21915                            |
| 0003                       | Чикиншулум (исп. Chiquinshulum) 17°04′22″ с. ш. 92°35′56″ з. д.                           | 1364                             | 1612                             | 2102                             |
| 0001                       | Чальчиуитан (исп. Chalchihuitán) 16°57′48″ с. ш. 92°37′06″ з. д. (административный центр) | 1568                             | 1054                             | 1976                             |
| 0004                       | Холитонтик (исп. Jolitontic) 17°02′54″ с. ш. 92°38′21″ з. д.                              | 612                              | 884                              | 1524                             |
| 0017                       | Цунуниль (исп. Tzununil) 17°03′21″ с. ш. 92°36′15″ з. д.                                  | 710                              | 848                              | 1072                             |
| 0005                       | Хольтеалаль (исп. Joltealal) 17°04′32″ с. ш. 92°37′17″ з. д.                              | 818                              | 1004                             | 1070                             |
| 0010                       | Цакукум (исп. Tzacucum) 17°01′01″ с. ш. 92°36′48″ з. д.                                   | 265                              | 187                              | 987                              |
| 0008                       | Саклум (исп. Saclum) 17°05′07″ с. ш. 92°36′18″ з. д.                                      | 592                              | 698                              | 934                              |
| —                          | Прочие                                                                                    | 7366                             | 7740                             | 12250                            |
| Названия на карте Генштаба |                                                                                           |                                  |                                  |                                  |

## Экономическая деятельность
По статистическим данным 2000 года, работоспособное население занято по секторам экономики в следующих пропорциях:
- сельское хозяйство и скотоводство — 93,6 % ;
- промышленность и строительство — 0,3 %;
- торговля, сферы услуг и туризма — 1,6 %;
- безработные — 4,5 %.

### Сельское хозяйство
Основные выращиваемые культуры: кукуруза и кофе.

### Животноводство
В муниципалитете разводится крупный рогатый скот, свиньи и домашняя птица.

## Инфраструктура
По статистическим данным 2020 года, инфраструктура развита следующим образом:
- электрификация: 86,8 %;
- водоснабжение: 3,7 %;
- водоотведение: 27,2 %.

## Туризм
Места, привлекающие туристов:
- церковь Святого Пабло, построенная в XIX веке;
- три лагуны без названий;
- прекрасные виды гор.